# مکتب ترکمان تبریز
مکتب ترکمان تبریز که با عناوین مکتب ترکمان، مکتب آق‌قویونلوی تبریز و نیز شیوه تبریز نیز شناخته می‌شود، یکی از مکاتب مهم نگارگری و کتاب‌آرایی ایرانی در اواخر قرن نهم هجری / پانزدهم میلادی است. این شیوه هنری با تأثیرپذیری از مکتب تبریز اول در دوران سلطنت سلطان یعقوب آق‌قویونلو (۸۸۳–۸۹۶ هـ.ق) در شهر تبریز شکل گرفت و در رقابت با مکتب هرات، به‌ویژه در دوران سلطنت سلطان حسین بایقرا، رشد یافت. حمایت‌های گسترده سلطان یعقوب از هنرمندان، شاعران و ادب‌دوستان، زمینه‌ساز شکوفایی این مکتب در زمینه‌های گوناگون فرهنگی شد.

## زمینه تاریخی
در نیمه دوم سده نهم هجری، ایران میان دو قدرت بزرگ تقسیم شده بود: شرق کشور ایران تحت حکومت تیموریان (با مرکزیت هرات) و غرب آن در دست آق‌قویونلوها (با مرکزیت تبریز). در این دوره، سلطان حسین بایقرا در هرات و سلطان یعقوب در تبریز، دو کانون بزرگ فرهنگی ایجاد کردند و با حمایت و بهره‌گیری از شاعران، کاتبان، نقاشان و معماران، هریک دربار خود را به یکی از قطب‌های فرهنگ و هنر تبدیل کرند. رقابت میان این دو دربار، که در عین حال دوستانه و با تبادل نامه و هدیه همراه بود، موجب شکوفایی هنری در هر دو ناحیه شد.
در کنار رونق مجالس ادبی، ساخت عماراتی چون باغ صاحب‌آباد و عمارت هشت‌بهشت، و سفارش نسخه‌های نفیس مانند دیوان حافظ، از جمله نمودهای بارز سیاست فرهنگی سلطان یعقوب بود. هنرمندانی چون درویش محمد، شیخی یعقوبی، سلطان محمد، عبدالرحیم انیسی، و عبدالکریم خوارزمی از چهره‌های برجسته این مکتب به‌شمار می‌روند. کتابخانه سلطنتی تبریز نیز یکی از مراکز اصلی تولید و نگهداری نسخه‌های خطی و آثار هنری در این دوران بود.
مکتب ترکمان که در همین دوران شکل گرفت و بالید، یکی از شاخص‌ترین مکاتب هنری ایران در اواخر سده نهم هجری (پانزدهم میلادی) بود.
این مکتب با ویژگی‌هایی چون تلطیف عناصر تصویری، رنگ‌پردازی لطیف، چهره‌سازی‌های پرظرافت و ترکیب‌بندی‌های متوازن، زمینه‌ساز تحولاتی در نگارگری ایرانی شد و در دوره‌های بعد، به‌ویژه در دربار صفویان، تأثیرگذار بود. این مکتب نقشی مهم در گذار از سنت‌های تصویری قرن نهم هجری به سبک‌های رایج در عصر صفوی ایفا کرد.

## ویژگی‌های هنری
مکتب ترکمان از نظر نگارگری، دارای خصوصیات متمایزی چون رنگ‌پردازی ملایم، ترکیب‌بندی‌های متوازن، طراحی پیکره‌های چاق و کوتاه و چهره‌سازی‌های فردی و جزئی‌نگر، و ظرافت در طراحی بود. این مکتب ضمن بهره‌گیری از سنت‌های تصویری پیشین، الگویی تازه برای نگارگری در ایران پدید آورد و زمینه‌ساز تحولات سبکی در دوران صفویه شد.
پالت رنگی در آثار این دوره عموما بهره‌گیری از رنگ‌های لاجوردی، طلا، قرمزهای گرم و سبزهای روشن شکل گرفته است. همچنین نقاشی‌ها اغلب روایت‌محور بودند و به داستان‌پردازی تصویری می‌پرداختند.

## آثار شاخص
برخی از برجسته‌ترین آثاری که در مکتب تبریز تولید شدند عبارت‌اند از:
- خمسۀ نظامی (نسخۀ سلطانی)، که به سفارش سلطان یعقوب کتابت و تصویرسازی شد و از نمونه‌های شاخص تصویرگری در این دوره به‌شمار می‌آید. نسخه‌هایی از آن امروزه در کاخ توپکاپی استانبول و نیز موزه بریتانیا نگهداری می‌شوند.
- دیوان حافظ، که با زیباترین شیوه کتاب‌آرایی به دستور سلطان یعقوب تهیه شد و به آرامگاه حافظ در شیراز وقف گردید.
- مثنوی سلامان و ابسال، سروده عبدالرحمن جامی، که نسخه‌ای از آن به نام سلطان یعقوب نگاشته شد و با قصیده‌ای در مدح او همراه بود.
- مثنوی شمع و پروانه از اهلی شیرازی که در تبریز به سال ۸۹۴ هجری به نام سلطان یعقوب سروده شد.
- کتابت‌های نستعلیق و تعلیق توسط خوشنویسانی چون عبدالرحیم انیسی، عبدالکریم یعقوبی، سلطانعلی قائنی و شیخ محمود هروی، که اغلب با رقم "یعقوبی" و گاه همراه با تذهیب و تصویرسازی بودند.

## هنرمندان برجسته
از جمله هنرمندان برجسته مکتب تبریز می‌توان به این افراد اشاره کرد:
- درویش محمد، از نقاشان اهل خراسان که بعدها به دربار یعقوب پیوست.
- شیخی یعقوبی، خوشنویس و تصویرگر که ظاهراً به مقام نقاش‌باشی دربار رسید.
- سلطان محمد، نقاشی برجسته که به کتابخانه شاه اسماعیل صفوی نیز راه یافت و در تأسیس مکتب قزلباشی شیراز در نگارگری تاثیرگذار بود.
- عبدالرحیم انیسی، خوشنویس پرآوازه‌ای که سبک خاصی در خط نستعلیق ایجاد کرد که به "شیوۀ انیسی" شهرت یافت.
- عبدالکریم یعقوبی، برادر عبدالرحیم انیسی، که در نستعلیق‌نویسی مهارت چشمگیری داشت.
- عبدالحی منشی، از کاتبان تعلیق‌نویس برجسته که به‌عنوان «یاقوت عصر» شناخته می‌شد.

این هنرمندان، با خلق آثاری همچون شاهنامهٔ دموت و خمسهٔ نظامی که در مجموعه  کاخ توپکاپی نگهداری می‌شود، نقش مهمی در شکوفایی این مکتب ایفا کردند.

## میراث
با سقوط آق‌قویونلوها، شماری از هنرمندان این مکتب به دربار شاه اسماعیل صفوی پیوستند. سبک و سنت مکتب ترکمان در نگارگری صفوی، به‌ویژه در دوران شاه طهماسب، تداوم یافت و پایه‌گذار مکتب تبریز دوم شد.